# NGC 1647
NGC 1647 (również OCL 457) – gromada otwarta znajdująca się w gwiazdozbiorze Byka. Odkrył ją William Herschel 15 lutego 1784 roku. Jest położona w odległości ok. 1,8 tys. lat świetlnych od Słońca.